# Kateřina Derouet
Kateřina Derouet (rozená Krejčová, * 8. ledna 1983 Praha) je česká tanečnice a bývalá divadelní herečka.
Od pěti let se věnovala baletu. Dva roky navštěvovala taneční konzervatoř v Praze, posléze absolvovala pražské Gymnázium Jana Nerudy s hudebním zaměřením – hlavní obor klasický zpěv. V roce 2007 vystudovala muzikálové herectví na Divadelní fakultě Janáčkovy akademie múzických umění v Brně. Od roku 2008 měla stálé angažmá v Městském divadle Brno, průběžně se ale také věnovala hudebním a tanečním aktivitám, zejména orientálnímu tanci. V roce 2013 začala působit na volné noze a těžiště svých aktivit přesunula na orientální tanec.
Při sňatku přijala francouzské příjmení Derouet.

## Role vMěstském divadle Brno
- Katka – Markéta Lazarová
- Schovanka – Mam´zelle Nitouche
- Cosette – Les Misérables (Bídníci)
- Jennifer – Čarodějky z Eastwicku
- Aloisie Weber – Mozart!
- Kosice – Ptákoviny podle Aristofana
- Bella – Kráska a zvíře